# The Ancient Order of Good Fellows
The Ancient Order of Good Fellows è un cortometraggio muto del 1913. Il nome del regista non viene riportato nei credit del film che è stato scritto da Courtney Ryley Cooper.

## Produzione
Il film fu prodotto dalla Vitagraph Company of America.

## Distribuzione
Distribuito dalla General Film Company, il film - un cortometraggio in due bobine - uscì nelle sale cinematografiche statunitensi il 20 dicembre 1913.